# Estação Ferroviária de Mouriscas-A

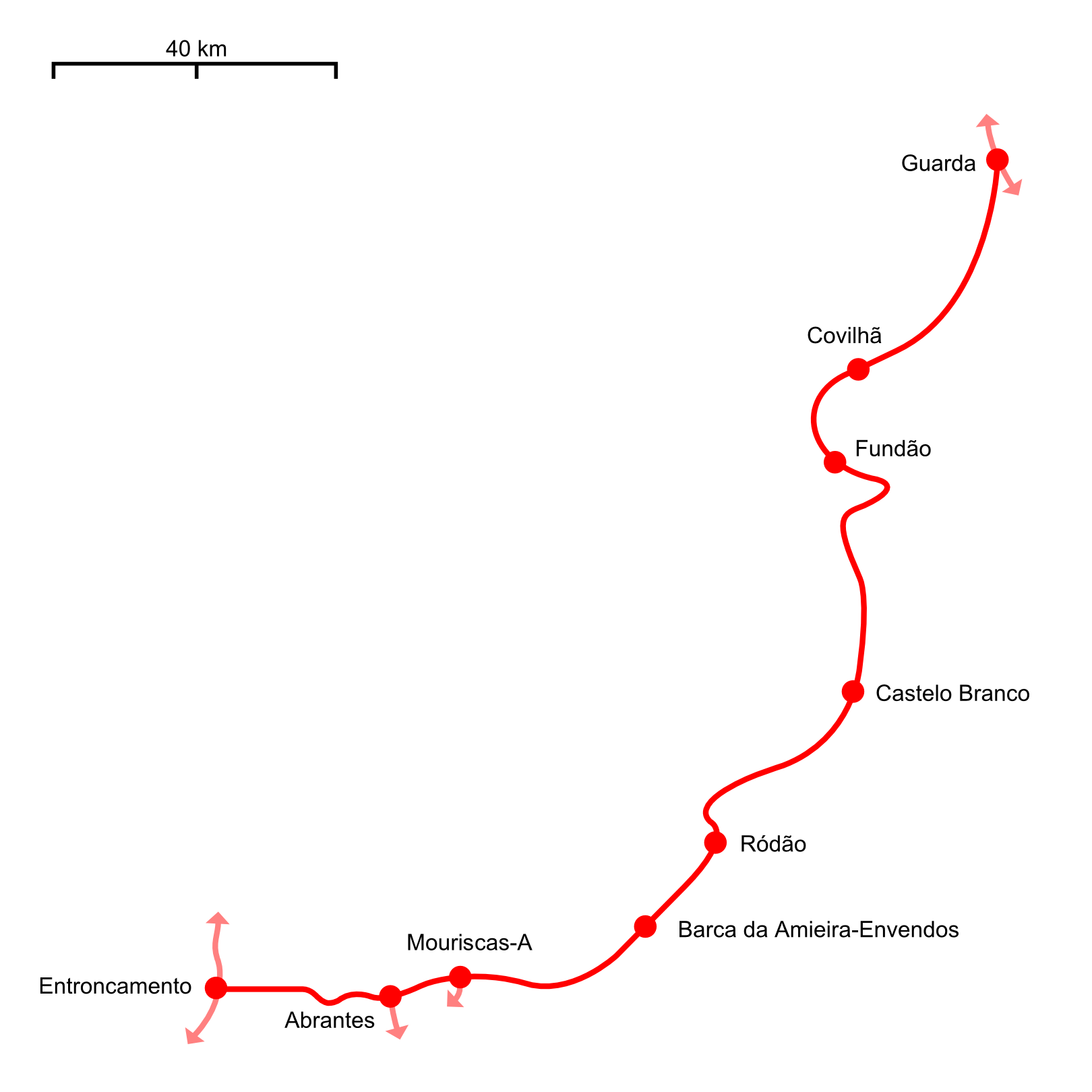
Mapa da Linha da Beira Baixa.

A Estação Ferroviária de Mouriscas-A, também conhecida como Estação de Mouriscas-A, é uma gare ferroviária da Linha da Beira Baixa e do Ramal do Pego, que serve a freguesia de Mouriscas, no concelho de Abrantes, em Portugal.

## Caracterização
Em Janeiro de 2011, encerrava duas vias de circulação, com 670 e 684 m de comprimento; as plataformas tinham 76 e 209 m de extensão, e apresentavam ambas cerca de 40 cm de altura. Nesta estação insere-se na rede ferroviária o Ramal do Pego (EDP).
O edifício da estação situa-se do lado norte da via (lado esquerdo do sentido ascendente, para Guarda), junto à localidade de Casal do Tejo..

## História
Esta interface encontra-se no lanço da Linha da Beira Baixa entre as estações de Abrantes e da Covilhã, que começou a ser construído nos finais de 1885, e entrou em exploração pública no dia 6 de Setembro de 1891.
Em 1988 este interface tinha ainda categoria de apeadeiro.

O Ramal do Pego, que tem início nesta estação, foi aberto em 1992.